# Sven Carlson (riksdagsman)
Sven Carlson (i riksdagen kallad Carlson i Falun), född 22 januari 1870 i Nordmark, död 20 juli 1936 i Falun, var en svensk ingenjör och politiker (liberal). Sven Carlson, som var son till en brukspatron, avlade ingenjörsexamen vid Kungliga tekniska högskolan 1892 och drev en ingenjörsfirma i Falun 1903–1936. 
Han var riksdagsledamot i andra kammaren för Kopparbergs läns östra valkrets från den 28 februari 1912 till nyvalet 1914. I riksdagen tillhörde han Frisinnade landsföreningens riksdagsgrupp Liberala samlingspartiet. Han var bland annat suppleant i andra kammarens tredje tillfälliga utskott 1913–1914.